# 新庄直定
新庄 直定（しんじょう なおさだ）は、安土桃山時代から江戸時代前期にかけての武将、大名。常陸麻生藩の第2代藩主。初代藩主新庄直頼の長男。通称は新三郎、官位は従五位下越前守。

## 生涯
永禄5年（1562年）、近江国で新庄直頼の長男として生まれた。母は佐久間盛重の娘。
父と同じく豊臣秀吉に仕え、金切裂指物使番に選ばれる。
天正19年（1591年）、直頼は近江大津城に移封されるが、このとき直定に分知され、知行1万2,000石を与えられたという。同年11月、三河吉良狩猟のときに父と共に秀吉に随従した。
文禄元年（1592年）、文禄の役には兵300を率いて朝鮮へ渡海した。帰朝後、伏見城普請を分担。『当代記』によれば、この頃も1万2,000石。
慶長3年（1598年）、秀吉の死に際して遺物景長の刀を受領。この頃、父に連れられて伏見で初めて徳川家康に目通りした。
慶長5年（1600年）の関ヶ原の戦いで父と共に西軍に与して、筒井定次の留守部隊を押しのけ伊賀上野城を占拠した。
急を知らされた筒井定次が帰国し対峙したため、定次の息を人質とする和睦を結んで退去した。（『伊乱記』）
西軍の敗戦により戦後に改易となり、父と共に蒲生秀行に預けられ、会津に赴いた。
慶長9年（1604年）正月、父と共に駿府に呼ばれて家康に拝して赦免される。同年4月26日の徳川秀忠の将軍宣下の参内に供奉して上洛する。
慶長18年（1613年）、父の死後に跡を継いで第2代麻生藩主となり、2万7,300石を相続し、3,000石は弟・直房に分知した。
大坂の役に従軍。慶長19年（1614年）の冬の陣では酒井忠世の配下に属し、松平信吉と共に今里の附城を守備した。慶長20年（1615年）の夏の陣でも同じ配下で天王寺・岡山の戦いに参加し、5月7日、大坂城内に突入して首級13を上げた。
元和2年（1616年）12月、奏者番となるが、同4年（1618年）に死す。享年57。

## 系譜
- 父： 新庄直頼
- 母： 佐久間盛重の娘
- 正室 日野資友の娘
  - 新庄直好
  - 新庄直之
  - 新庄直治
- 生母不明
  - 二女あり